# Keskar
Keskar, finska: Kaiskenkari, är en ö i Finland. Den ligger i Norra kvarken och i kommunen Korsholm i den ekonomiska regionen  Vasa i landskapet Österbotten, i den västra delen av landet. Ön ligger omkring 30 kilometer norr om Vasa och omkring 390 kilometer norr om Helsingfors.
Öns area är 38,8 hektar och dess största längd är 1,1 kilometer i nord-sydlig riktning. Ön höjer sig omkring 5 meter över havsytan.